# Mahíde
Mahíde est une municipalité espagnole de la communauté autonome de Castille-et-León et de la province de Zamora. En 2015, elle comptait 381 habitants.

## Source
- (es) Cet article est partiellement ou en totalité issu de l’article de Wikipédia en espagnol intitulé « Mahíde » (voir la liste des auteurs).